# Caterina Vertova
Caterina Vertova (n. 19 de julio de 1960), actriz teatral, cinematográfica y televisiva italiana.

## Premios
- 2007 Premio “Roma Arte” alla carriera.
- 2006 Premio “Acqui Terme” della Regione Piemonte alla carriera.
- 2005 Premio “Civitas” alla carriera.
- 2003 Premio “PalcoCinema Randone”.
- 2001 Premio “Oscar del Successo” della Provincia di Alessandria.
- 2000 Premio “Arte e Cultura E. Petrolini”.
- 1999 Premio Internazionale della Fotografia Cinematografica “Gianni di Venanzo”.
- 1994 Premio “Fondi La Pastora” come protagonista teatrale dell’anno

## Filmografía

### Películas
Año	Título	                        Regista	                Papel
- 2007	La canarina assassinata Daniele Cascella	Anna.
- 2006	Ho voglia di te Luis Prieto	        Flavia.
- 2005	Chiamami Salomè Claudio Sestieri	Erodiade
- 2005	Natale a Miami Neri Parenti	        Tiziana.
- 2005	Cuore Sacro Ferzan Özpetek	Angela.
- 2002	Lucrezia Borgia Florestano Vancini	Lucrezia Borgia.
- 2000	Maria, figlia del suo figlio (es. Marìa, Madre de Jesús)) Fabrizio Costa	Elisabetta.
- 1998	Il Macellaio (es. El Carnicera)	        Aurelio Grimaldi	Federica.
- 1990	La donna del Re (es. La Puta del Rey)	        Axel Corti     	La Contessa.
- 1986	Ginger e Fred Federico Fellini.

### Teatro
(selezione di spettacoli con ruolo da protagonista)
Año	Título	Autor	Regista
- 2007	Anita	                Diego Gullo	        Giuseppe Dipasquale.
- 2006	Medea              	Lucio Anneo Seneca	Alberto Gagnarli.
- 2005	Interrogatorio a Maria	Giovanni Testori	Walter Manfrè.
- 2004	Conversazione in Sicilia	Elio Vittorini	Walter Manfrè.
- 2004	La donna vestita di sole	Davide Cavuti	Alex Cantarelli.
- 2003	La fiaccola sotto il moggio	Gabriele D'Annunzio	Massimo Belli.
- 2003	Metti una sera a cena	Giuseppe Patroni Griffi	Giuseppe Patroni Griffi.
- 2002	Gerusalemme: tre donne per un Dio solo	Paolo Puppa	Álvaro Piccardi.
- 2002	La figlia di Iorio	Gabriele D'Annunzio	Massimo Belli.
- 2000	Nessuno è perfetto	Simon Williams	Álvaro Piccardi.
- 1999	Sappho	Franz Grillparzer	Marco Carniti.
- 1998	Le confessioni	Walter Manfrè	Walter Manfrè.
- 1996	Didone	Giuseppe Manfridi	Walter Manfrè.
- 1995	Sogno di un mattino di primavera	Gabriele D'Annunzio	Rita Tamburi.
- 1995	Controcanto al chiuso	Biancamaria Frabotta	Rita Tamburi.
- 1995	La lunga notte di Medea	Corrado Álvaro	Álvaro Piccardi.
- 1994	La vita che ti diedi	Luigi Pirandello	Luigi Squarzina.
- 1993	La vita reale di Jakob Geherda	Bertolt Brecht	Rita Tamburi.
- 1992	La grande magia	Eduardo De Filippo	Giorgio Strehler.
- 1992	La strega	Nicolaj Koliada	Renato Giordano.
- 1992	Filax Anghelos	Renato Sarti	Marco Carniti.
- 1992	La lunga notte di Medea	Corrado Álvaro	Marco Carniti.
- 1992	Come tu mi vuoi	Luigi Pirandello	Giorgio Strehler.
- 1991	Lulù	Frank Wedekind	Mario Missiroli.
- 1990	Il Vittoriale degli Italiani	Tullio Kezich	Mario Missiroli.
- 1990	Elettra	Giuseppe Manfridi	Giorgio Treves.
- 1989	Tempo di uccidere	Ennio Flaiano	Álvaro Piccardi.
- 1989	La vita che ti diedi	Luigi Pirandello	Luigi Squarzina.
- 1989	La famiglia del Santolo	Giacinto Gallina	Luigi Squarzina.
- 1988	La coscienza di Zeno	Italo Svevo	Egisto Marcucci.
- 1988	Le tre sorelle	Anton Cechov	Peter Hatkins.
- 1988	Oblomov	Goncarov	Beppe Navello.
- 1987	La valigia		Antonio Salines.
- 1987	La morte di Empedocle	Friedrich Höderlin	Cesare Lievi.
- 1986	Lettere Persiane	Montesquieu	Maurizio Scaparro.
- 1986	La grande magia	Eduardo De Filippo	Giorgio Strehler.
- 1986	Il ratto di Proserpina	Pier Maria Rosso di San Secondo	Guido De Monticelli.
- 1986	The dooms they walk	Elio Pecora	Marco Carniti.
- 1985	Spettri	Henrik Ibsen	Beppe Navello.
- 1985	Macbeth	William Shakespeare	Cosimo Cinieri.

### Televisión
*Año	Título	Producción	Regista	Ruolo
- 2007	Zodiaco	                RAI 1	        Eros Puglielli.
- 2005	Mio Figlio	                RAI 1	        Luciano Odorisio	Laura.
- 2005	Ho sposato un calciatore	Mediaset	Stefano Sollima	Linda Martelli.
- 2003	Soraya	                RAI 1	        Ludovico Gasparini	Samira.
- 2002	Commesse II (6 puntate)	RAI 1	        José María Sánchez	Francesca.
- 2002	Fabio Montale - Total Khéops RAI 1	        José Pinheiro	Lole.
- 2002	Per amore per vendetta II	Canale 5	Alessandro Capone	Silvia.
- 2002	Don Matteo - Il fuoco della passione RAI 1	Enrico Oldoini	Clara Morabito.
- 2001	Il bello delle donne        Canale 5	Maurizio Ponzi	Olga Astuti De Contris.
- - Due donne più che amiche
- - Donne rivali in amore
- - L'amicizia tra un uomo ed una donna
- - Il riscatto di una casalinga
- 2001	Il commissario II Canale 5	Alessandro Capone	Silvia Ruggeri.
- - Fuori gioco
- - La casbah
- - La separazione
- - La trappola
- - Il latitante
- - Il traditore
- - Il rapimento
- 2001	Occhi verde veleno	Canale 5	Luigi Parisi	Laura Conti.
- 2000	La casa delle beffe	Canale 5	Pierfrancesco Pingitore.
- 2000	Per amore per vendetta	Canale 5	Mario Caiano.
- 2000	Sospetti	RAI 1	Luigi Perelli	Luisa Arcalli.
- 2000	Una donna per amico	RAI 2	Carlo Lizzani.
- 1999	Commesse (6 puntate)	RAI 1	Giorgio Capitani	Francesca Carraro.
- 1999	Incantesimo 2	RAI 2	Tomaso Sherman	Myriam Santi.
- 1999	Villa Ada	Canale 5	Pier Francesco Pingitore     	giovane madre.
- 1999	Mai con i quadri	Canale 5	Mario Caiano.
- 1999	Inviati speciali	RAI 1	Francesco Laudadio.
- 1998	Incantesimo	RAI 1	Gianni Lepre	Myriam Santi.
- 1998	Trenta righe per un delitto - La donna giusta	RAI 2	Ludovico Gasparini	Clea.
- 1998	Lui e Lei	RAI 1	Luciano Manuzzi
- 1998	Mord & Totschlag	ZDF	Bernd Fischerauer  	Marcella.
- 1997	Racket	RAI 1	Luigi Perelli.
- 1996	Il conto Montecristo	RAI 3	Ugo Gregoretti.
- 1996	Wanderjahre	ZDF	Bernd Fischerauer  	Daniela.
- 1996	Zwei Männer und die Frauen	BR	Jörg Grünler	Daniela.
- 1994	Zwei Väter und eine Tochter	ARD	Jörg Grünler	Daniela.
- 1993	La ragnatela 2 (2 puntate)	RAI 2	Alessandro Cane	Giulia.
- 1992	Camilla parlami d'amore	Canale 5	Carlo Nistri.
- 1990	Una favola milanese	RAI 3	Guido Tosi.

### Publicidad
- 2002	Superga	Alessandro D'Alatri.
- 1996	Lavazza Alessandro D'Alatri.
- 1994	Barilla